# Thief, Steal Me a Peach
Thief, Steal Me a Peach es una de las primeras demos que grabó Sunny Day Real Estate. El material lo distribuyó la discográfica independiente One Day I Stop Breathing, en 1993.
Como anécdota, destacar que es el primer material grabado con el cantante principal y guitarrista, Jeremy Enigk. Sin embargo, esta demo se grabó sin el bajista original de la banda, Nate Mendel, que se encontraba ausente.

## Listado de canciones
1. Song #8
2. Song #9

- Datos: Q12220955